# ヘーラー
ヘーラー（古希: Ἥρα, Hērā、イオニア方言: Ἥρη, Hērē ヘーレー）は、ギリシア神話に登場する最高位の女神である。長母音を省略してヘラ、ヘレとも表記される。その名は古典ギリシア語で「貴婦人、女主人」を意味し、結婚と母性、貞節を司る。
ヘーラーの添え名はガメイラ（結婚の）、ズュギア（縁結びの）で、アルカディアのステュムパーロスでは女性の一生涯を表すパイス（乙女）、テレイアー（成人の女性、妻）、ケーラー（寡婦）の三つの名で呼ばれた。ホメーロスによる長編叙事詩『イーリアス』では「白い腕の女神ヘーレー」、「牝牛の眼をした女神ヘーレー」、「黄金の御座のヘーレー」など特有の形容語を持っている。

## 概要
ヘーラーはオリュンポス十二神の一柱であるとともに、「神々の女王」でもあった。威厳のある天界の女王として絶大な権力を握り、権威を象徴する王冠と王笏を持っている。虹の女神イーリスと季節の女神ホーラーたちは、ヘーラーの腹心の使者や侍女の役目を務めた。また、アルゴス、スピンクス、ヒュドラー、ピュートーン、ラードーン、カルキノス、大サソリなどの怪物を使役する場面もある。世界の西の果てにある不死のリンゴの園・ヘスペリデスの園を支配していた。結婚・産児・主婦を守護する女神であり、古代ギリシアでは一夫一婦制が重視されていた。嫉妬深い性格であり、ゼウスの浮気相手やその間の子供に苛烈な罰を科しては様々な悲劇を引き起こした。夫婦仲も良いとは言えず、ゼウスとよく口論になっている。また、多くの神々や英雄たちの物語がヘーラーの敵意を軸にして展開している。
毎年春になるとナウプリアのカナートスの聖なる泉で沐浴して苛立ちを全て洗い流し、処女性を取り戻し、アプロディーテーにも劣らず天界で最も美しくなる。この時期にはゼウスも他の女に目もくれずにヘーラーと愛し合うという。 
聖鳥は孔雀、郭公、鴉で聖樹は柘榴、林檎であり、先述の『イーリアス』における呼び名から本来は牛をその象徴としていたと考えられる。ローマ神話においてはユーノーと同一視された。
このヘーラー (Hērā) の名が「英雄」（Hērōs, ヘーロース）の語源となっているという推測は、アウグスティーヌスやイシドールスの著書に記されている。

## 神話

### 生い立ち
神話ではクロノスとレアーの娘。ティーターノマキアーの間オーケアノスとテーテュースがヘーラーを預かり、世界の果てで養育した。もっとも、養育したのは他の神であるとの伝承もある。ヘーシオドスによればヘーラーはゼウスが三番目に兄弟姉妹婚した正妻であり、その婚礼の場には諸伝がある。ヘーラーとゼウスの婚礼は「聖なる婚姻」としてギリシア各地で行われ、2人は間にアレース、エイレイテュイア、ヘーベーをもうけた。ヘーパイストスはヘーラーの子であるが、ゼウスとの間の子か、ヘーラーが一人でもうけた子かについては異伝がある。

### 結婚

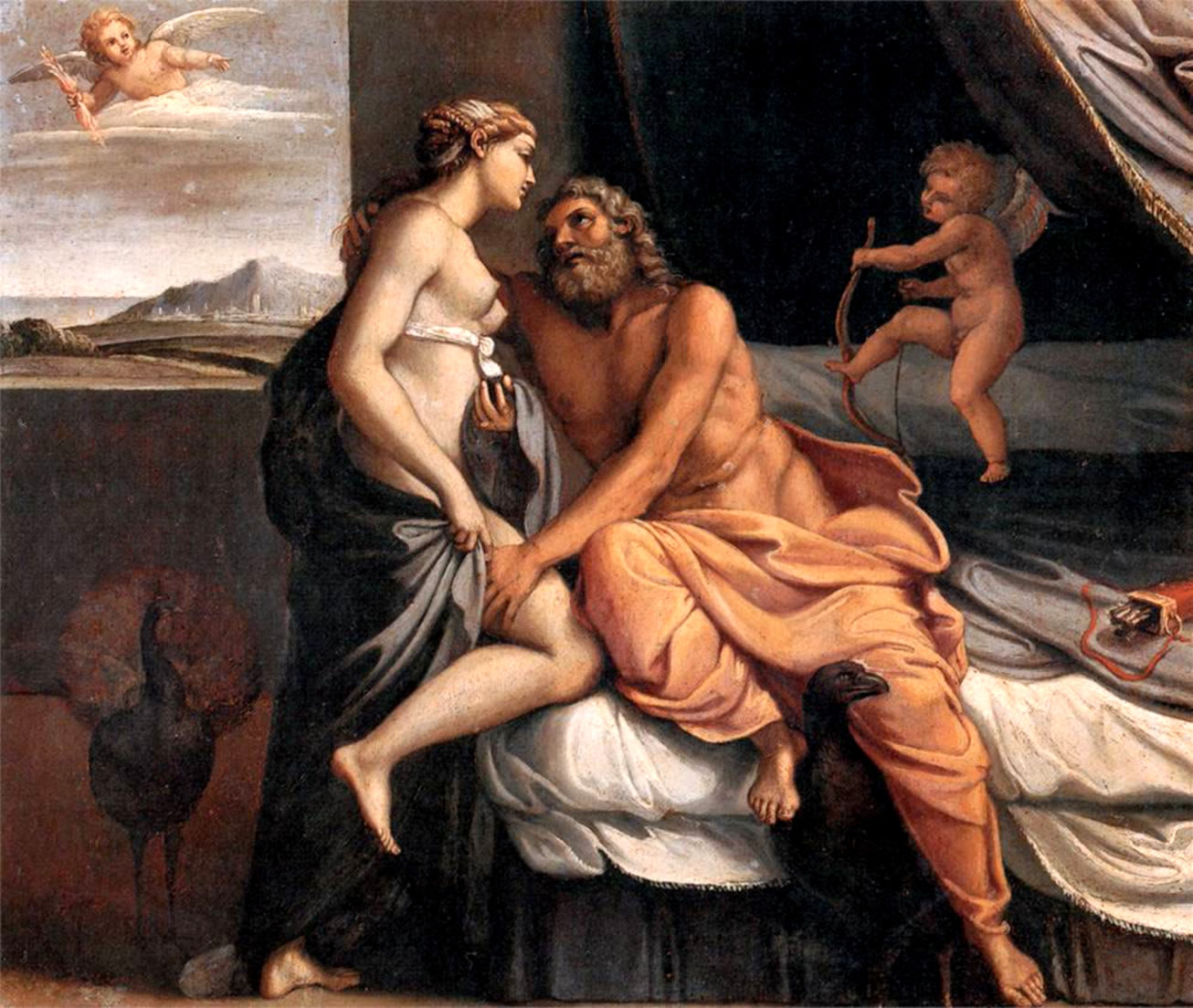
ゼウスとヘーラー（アンニーバレ・カラッチ / 画, 1597年）

ゼウスと結婚するにあたって、以下のエピソードが有名である。掟の女神テミスと結婚していたゼウスは、ヘーラーの美しさに恋に落ち、カッコウに化けてヘーラーに近付き犯そうとした。しかし、ヘーラーは抵抗を続け、決してゼウスに身体を許さなかった。ヘーラーは交わることの条件として結婚を提示した。ヘーラーに魅了されていたゼウスは仕方なくテミスと離婚すると、ヘーラーと結婚した。また、ゼウスとヘーラーの関係は結婚前から久しく続いており、キタイローン山で交わっていたともいわれる。
ある時ヘーラーはゼウスと争った後にオリュンポスから離れキタイローン山に隠れた。ゼウスはヘーラーを誘い出すため、花嫁衣装で着飾った大きな女性の木偶人形を造り、新しく結婚すると言って同山中を通行した。それを聞いたヘーラーが飛び出して新しいゼウスの妃の衣装をむしり取ると、木像であることに気付いて和解した。

### 嫉妬
オリュンポス十二神の中でも情報収集能力に優れた描写が多く、ゼウスの浮気を迅速に察知するなど高い監視能力を発揮する。ギリシア神話に登場する男神は総じて女好きであり、ゼウスはその代表格である。そのため、結婚の守護神でもあるヘーラーは嫉妬心が深くゼウスの愛人（セメレー、レートー、カリストー、ラミアー、アイギーナとヘーラーに仕える女神官・イーオーなど）やその間に生まれた子供（ディオニューソス、ヘーラクレースなど）に復讐する。自分の子孫にも容赦の無い一面も持ち、ゼウスの愛人になった曾孫セメレーに人間が直視すると致命的な危険があるゼウスの真の姿を見たがるように仕向ける、ヘーラクレースに惚れ込んで黄金の帯を譲る約束をした孫のヒッポリュテーの部下を煽動してヘーラクレース一行を襲わせ、最終的には潔白を示すために無抵抗のまま弁明を試みるヒッポリュテーをヘーラクレースに殺させる、と両人に悲惨な最期を遂げさせている。しかし、浮気な夫とは対照的に、ヘーラー自身は貞淑である。
気が強く、ゼウスの浮気を手助けしたエーコー、ディオニューソスを育てたイーノーとアタマース、ヘーラーの容色の美しさを競ったシーデーとゲラナ、ヘーラーと意見を違えたテイレシアースなどを罰している。
ポセイドーン、アテーナー、アポローンと共にゼウスに対して反乱を起こしたこともあり、その際ゼウスはヘーラーを懲らし、天上から吊るし上げている。また、ヘーラクレースの船隊がトロイアから帰る途中、ヒュプノスにゼウスを眠らせ、嵐を送ってヘーラクレースの船をコース島に漂着させた。その後、目覚めたゼウスはヘーラーをオリュンポスから宙吊りにした。
最も特殊な異伝は、『ホメーロス風讃歌』の中の「アポローン讃歌」であろう。ゼウスが知恵の女神アテーナーをひとりで生み出したことや、彼女の産んだヘーパイストスがアテーナーに見劣りすることに腹を立て、ティーターン神族の助けを借りて単性でテューポーンを産んだとされる。

### アルゴナウタイ
アルゴナウタイの物語では、自分を冒涜したペリアースを罰するためアルゴナウタイを庇護してその冒険を助けている。

### 天の川

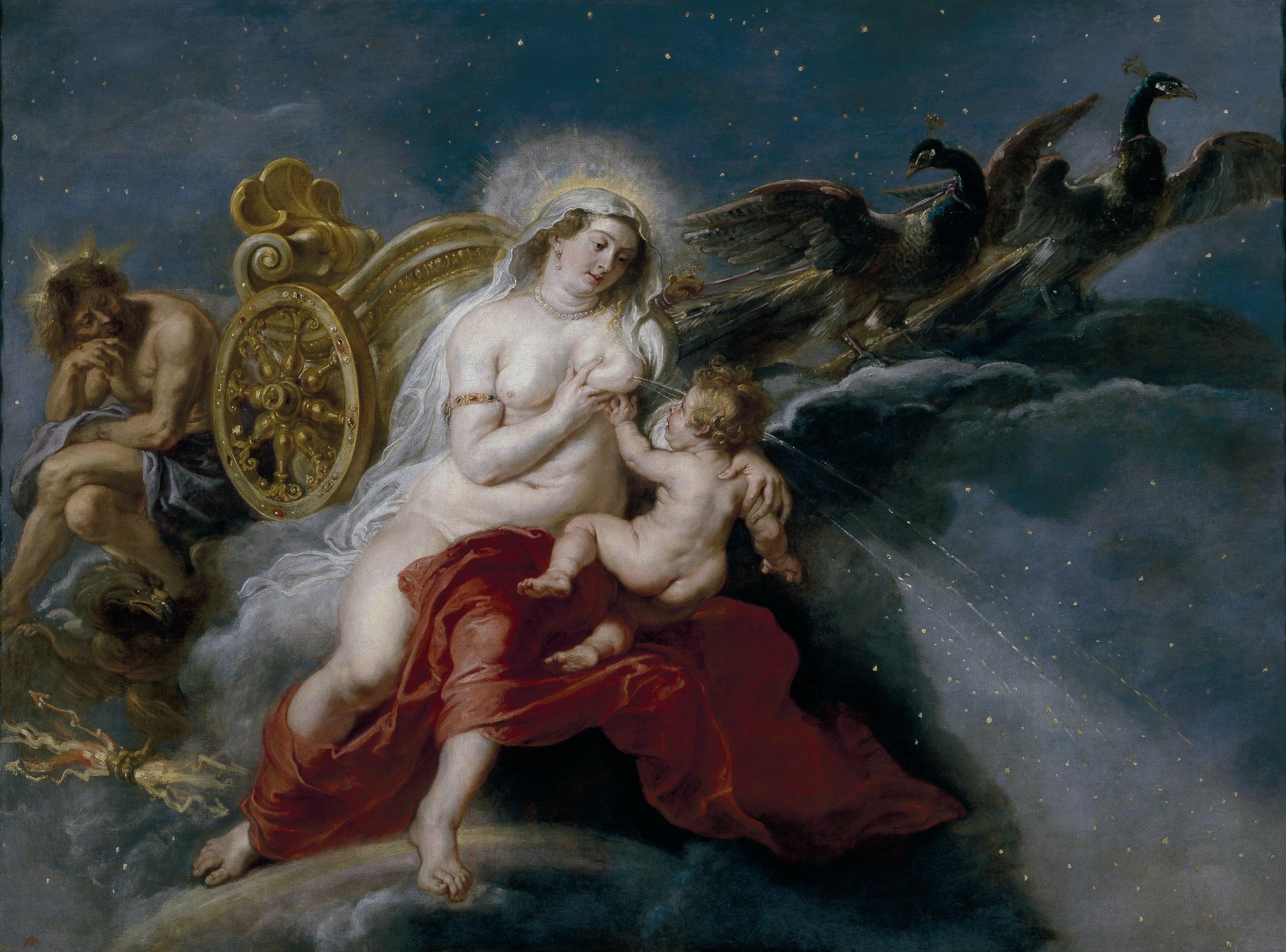
天の川の誕生（ピーテル・パウル・ルーベンス / 画, 1636-1637年）

ヘーラーの母乳は飲んだ人間の肉体を不死身に変える力があり、ヘーラクレースもこれを飲んだために乳児時代から驚異的な怪力を発揮できた。また、この時にヘーラクレースの母乳を吸う力があまりにも強かったため、ヘーラーはヘーラクレースを突き飛ばし、その際に飛び散ったヘーラーの母乳が天の川になった。なお、ヘーラクレースはヘーラーの子ではないが、「ヘーラーの栄光」という意味の名を持つ。ヘーラクレースが神の座に着く時、ヘーラーは娘のヘーベーを妻に与えた。

### イーリアス
自分の美しさを認めないという理由でパリスを恨んでいるため、トロイアを滅ぼすことに執心しており、トロイア戦争ではアテーナーと組んでギリシア側に味方する。ギリシア側の英雄たちを助けて戦いながらアテーナーと力を合わせ、敵対したアプロディーテーの情人であり自らの息子でもある、戦いを司る神・アレースを撃退する。また、ギリシア軍の劣勢に気をもむヘーラーはアプロディーテーの宝帯（装着するとあらゆる神や人の心を征服することが出来る）を借りて、トロイア軍を助けたゼウスを魅了し、暫くトロイア戦争のことを忘れさせようとした。腕っぷしも強く、トロイア軍を支援したアルテミスを素手で打ちのめす逸話もある。

## 信仰
ヘーラーはサモス島で誕生したと考えられており、サモス島は古くからヘーラー信仰の中心地となっていた。また一説にサモス島におけるゼウスとヘーラーの結婚式の夜は三百年の間続いたという。
元来は、アルゴス、ミュケーナイ、スパルタ等のペロポネーソス半島一帯に確固たる宗教的基盤を持っており、かつてアカイア人に信仰された地母神であったとされ、北方からの征服者との和合をゼウスとの結婚で象徴させたと考えられる。
二神の不和は、両者の崇拝者が敵対関係にあったことの名残とも考えられている。
アルゴスの神殿にあるヘーラー像はカッコウのとまった玉杖と柘榴を持っていた。

## ギャラリー

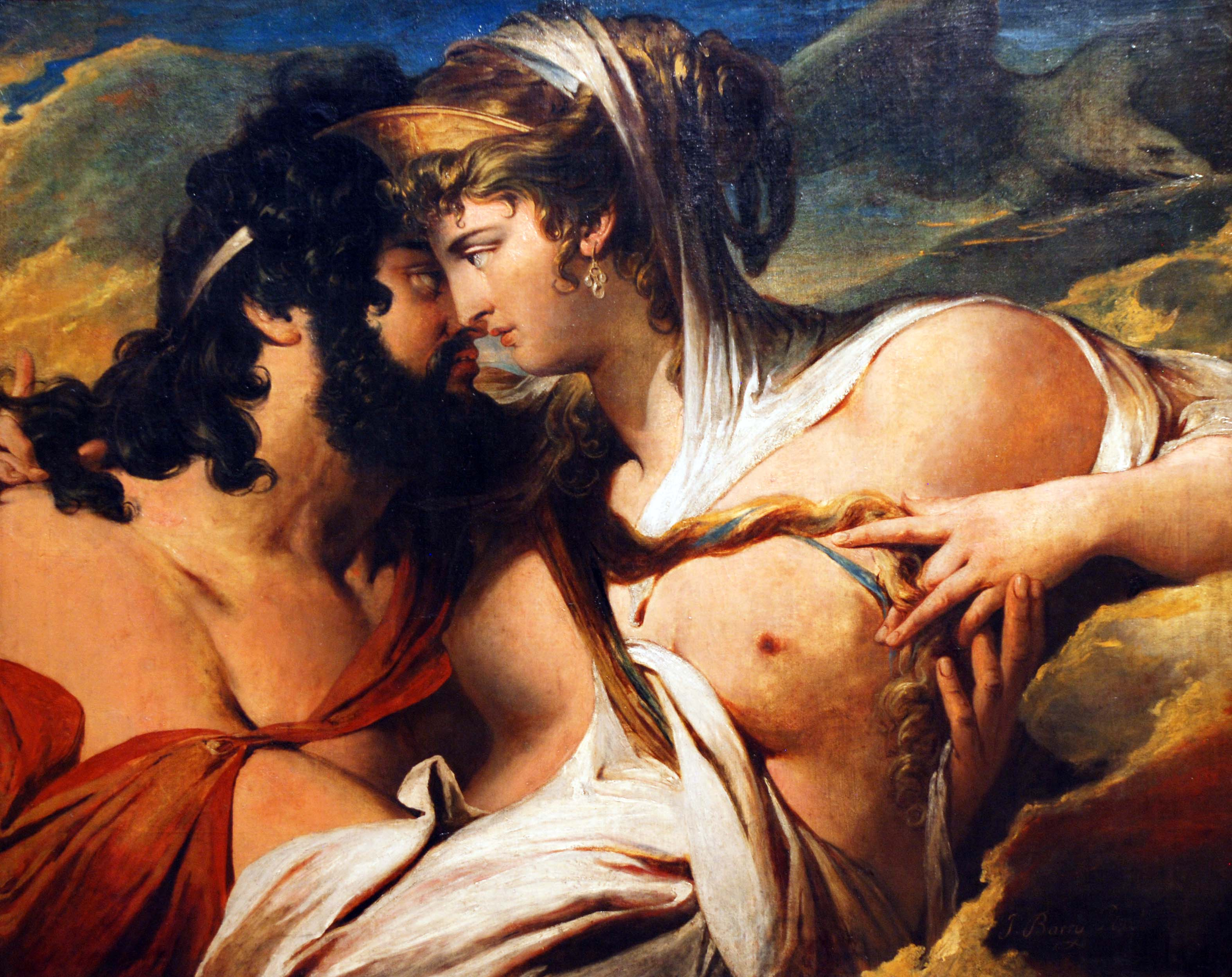
ジェームズ・バリー『イデ山にあるゼウスとヘーラー』（1790-1799年頃）シェフィールド美術館（英語版）所蔵
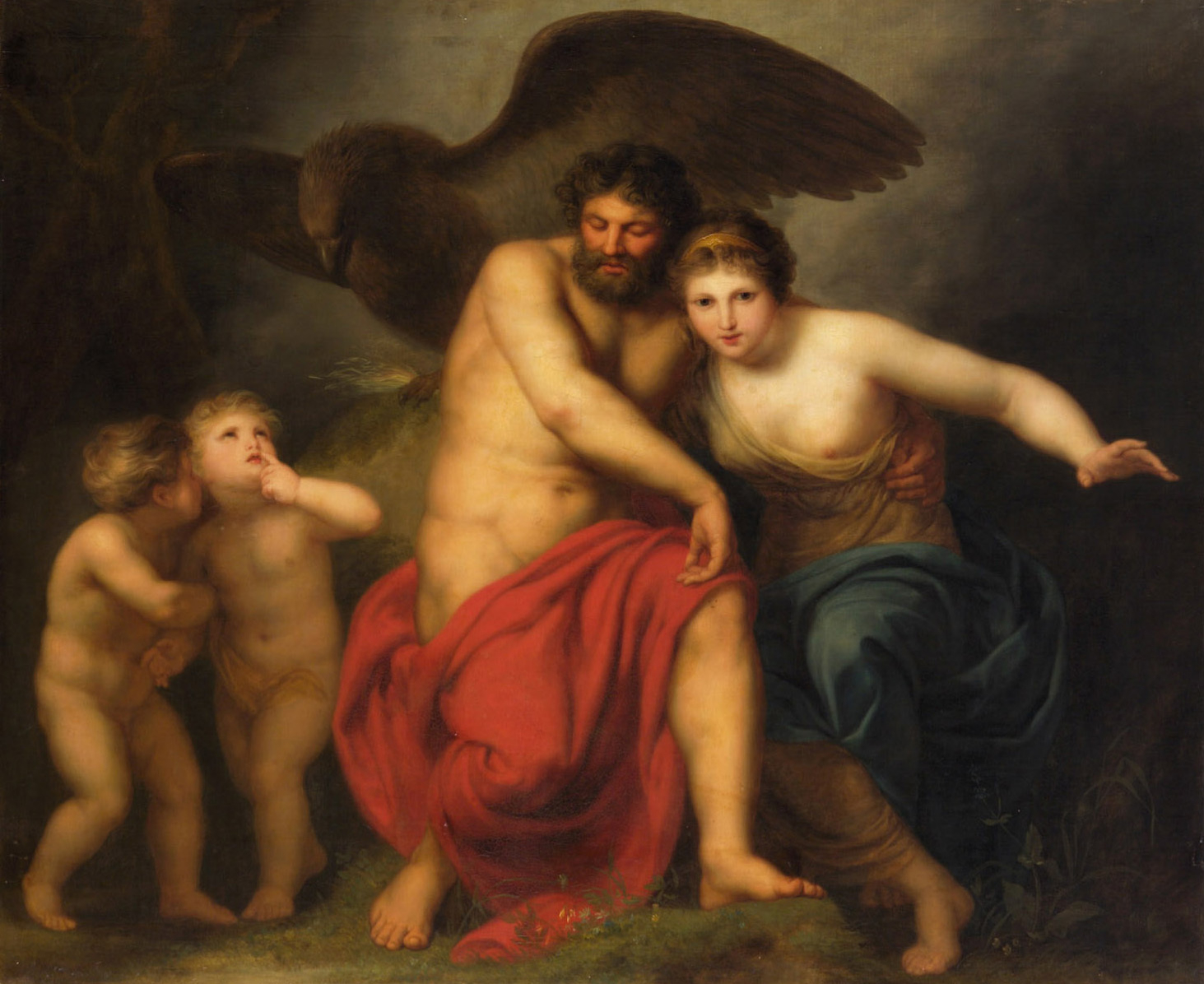
アンドリース・コルネーリス・レンズ（英語版）『イデ山にあるゼウスとヘーラー』（1775年）美術史美術館所蔵
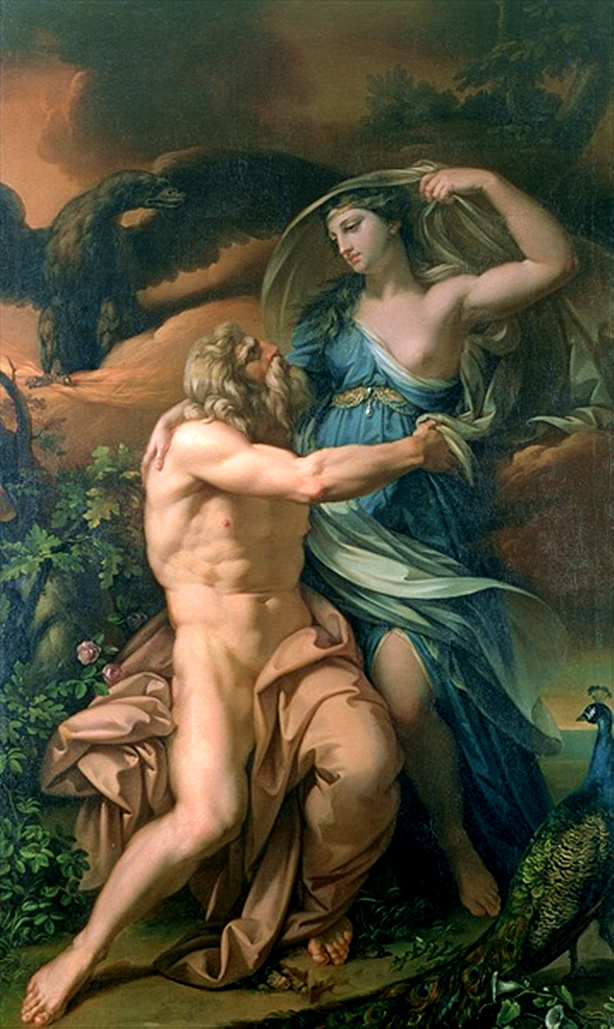
ゲイヴィン・ハミルトン『ゼウスとヘーラー』（1770年）
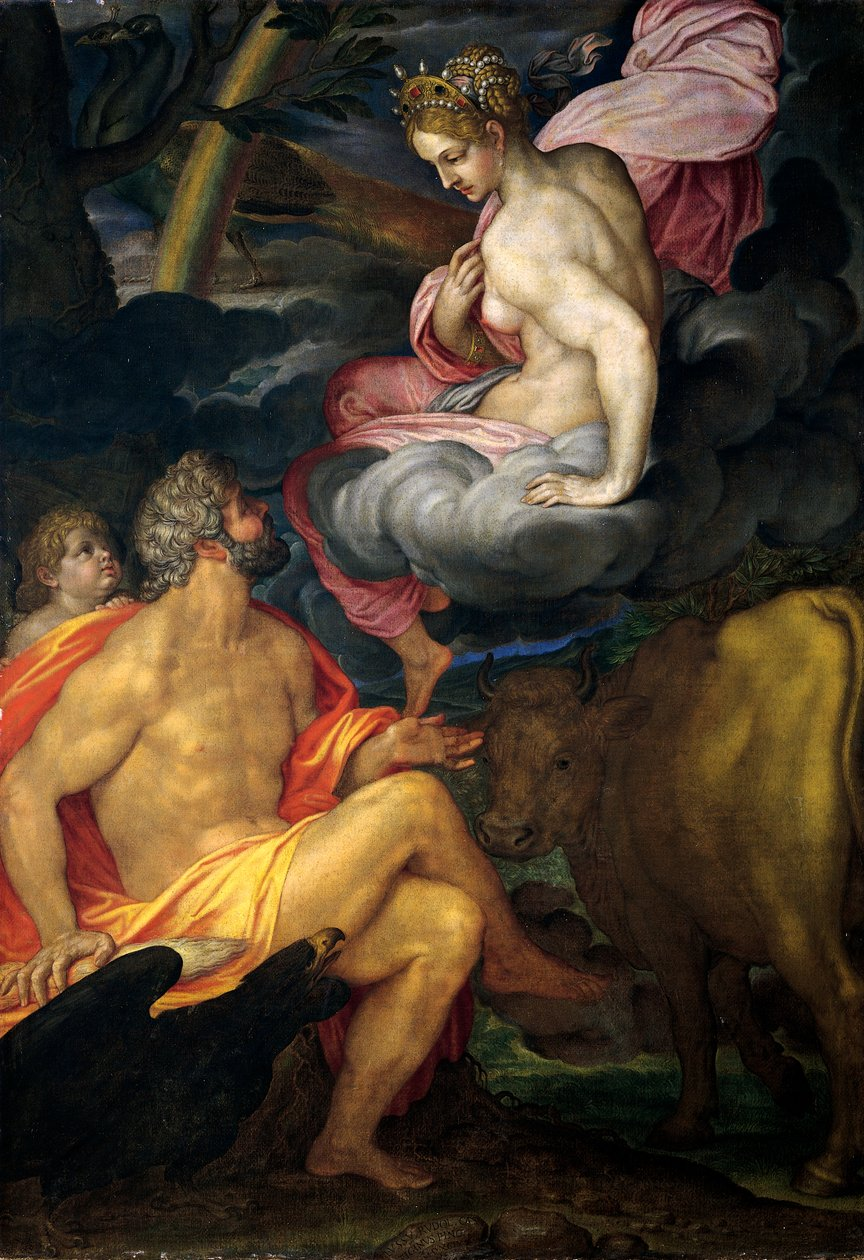
ジョヴァンニ・アンブロージョ・フィジーノ『ゼウス、ヘーラーとイーオー』（1599年）マラスピーナ絵画館（イタリア語版）所蔵
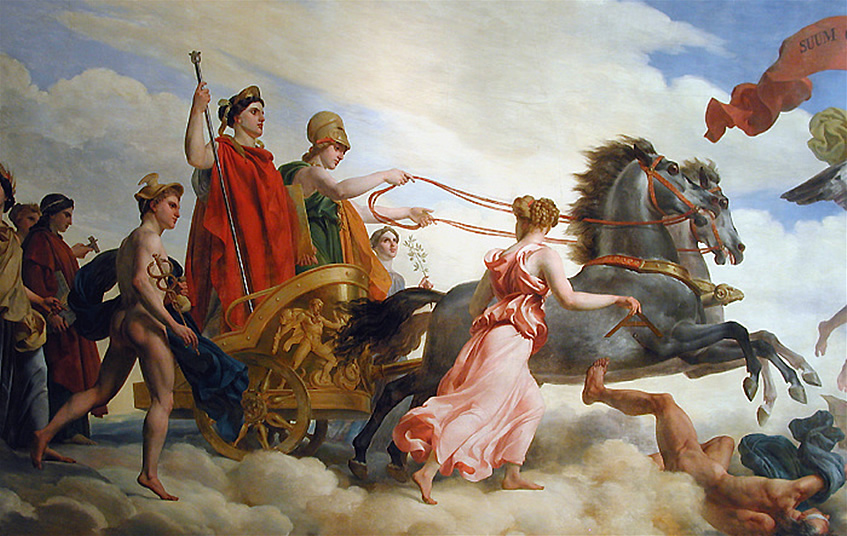
ミシェル・マルタン・ドロラン『ヘーラーとアテーナーは天界から地上へ降りる』（1827年）ルーヴル美術館所蔵
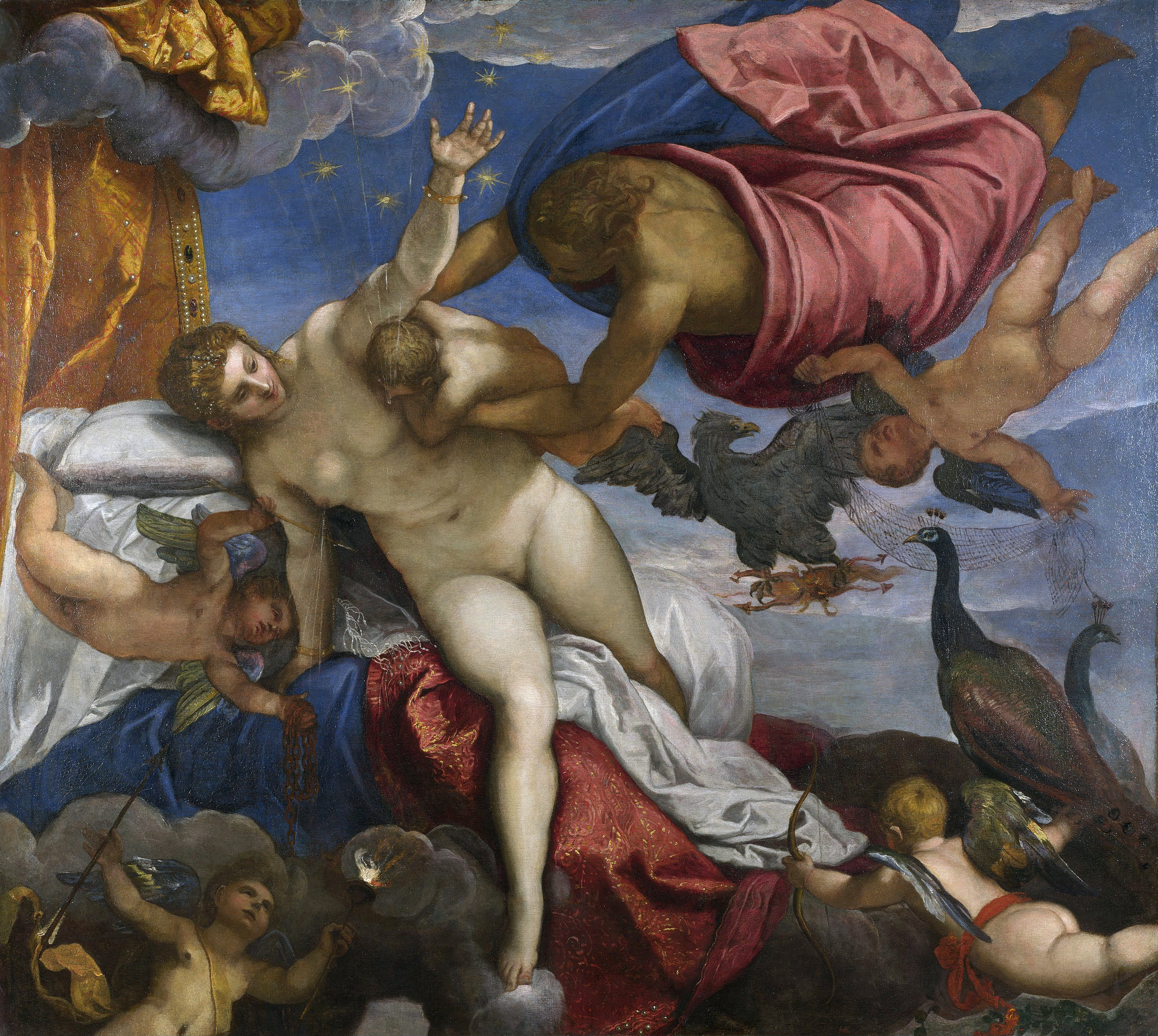
ティントレット『天の川の起源』（1575年）ロンドン・ナショナル・ギャラリー所蔵
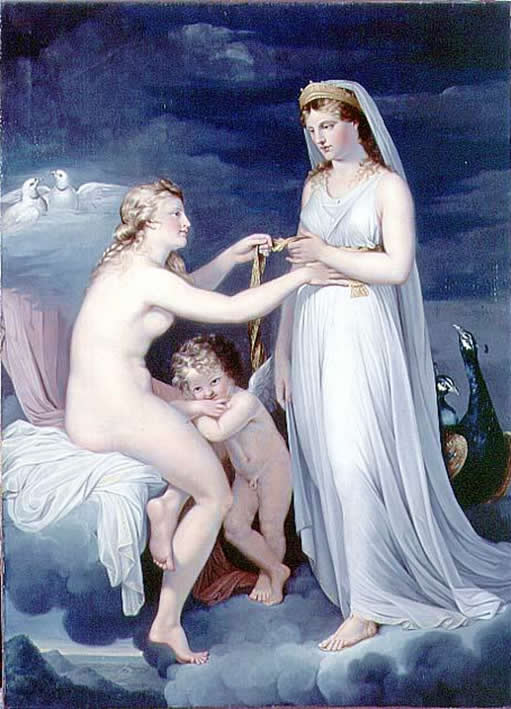
ガイ・ヘッド『アプロディーテーの宝帯を借りたヘーラー』（1771年）ノッティンガム美術館所蔵
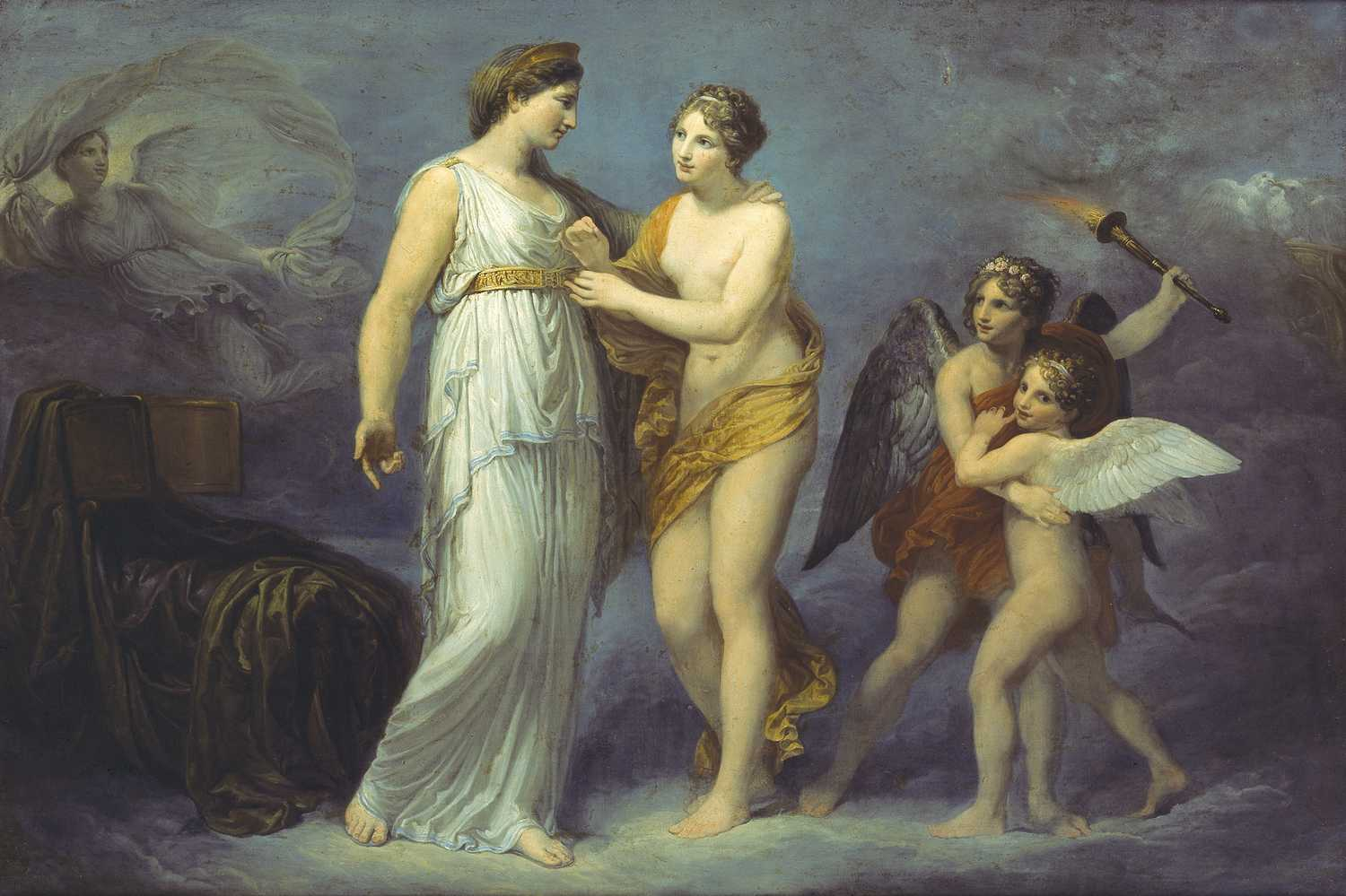
アンドレア・アッピアーニ『アプロディーテーの宝帯を借りたヘーラー』（1811年）個人蔵
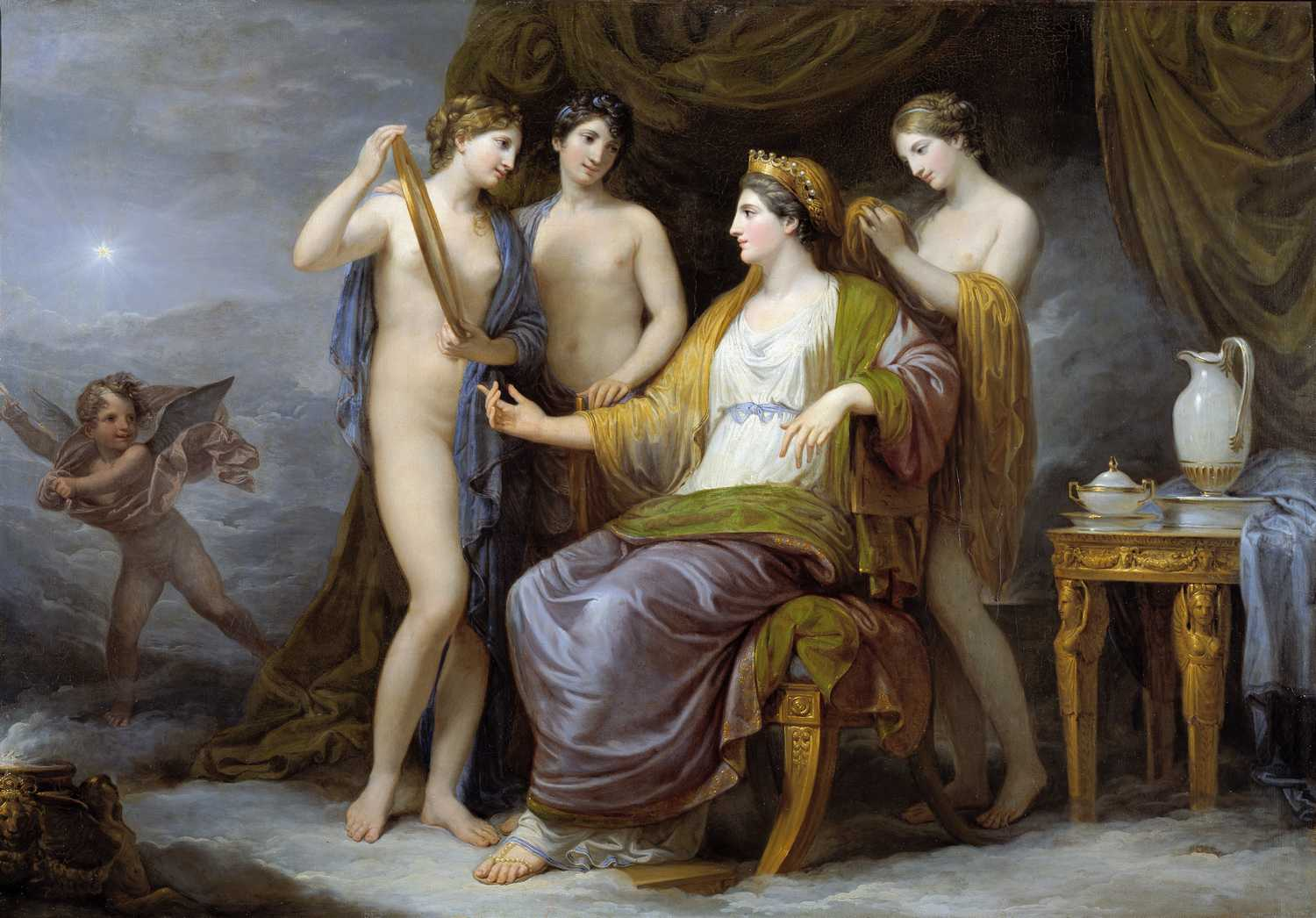
アンドレア・アッピアーニ『ヘーラーの化粧に仕えるカリスたち』（1811年）ブレシア市立美術館所蔵
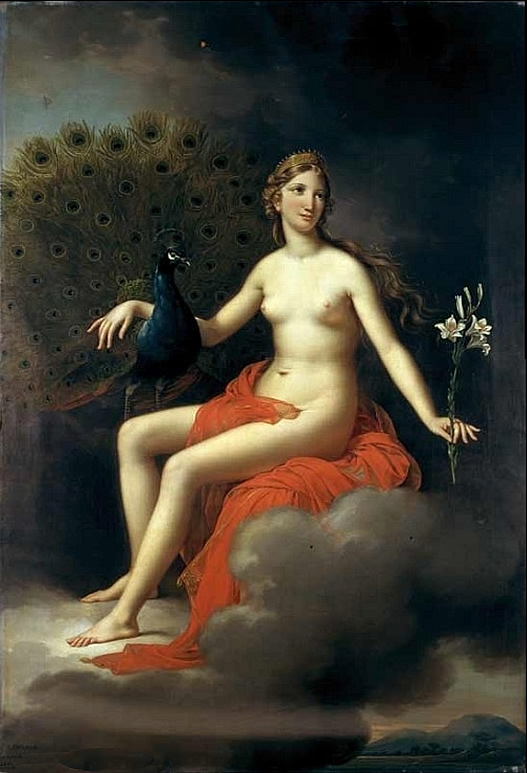
ヨーゼフ・パエリンク『ヘーラー』（1832年）ヘント美術館所蔵
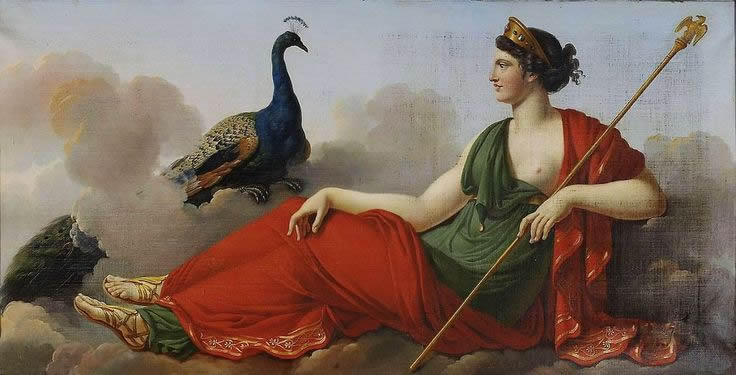
ジャック・ルイ・デュボワ『ヘーラー』（19世紀頃）
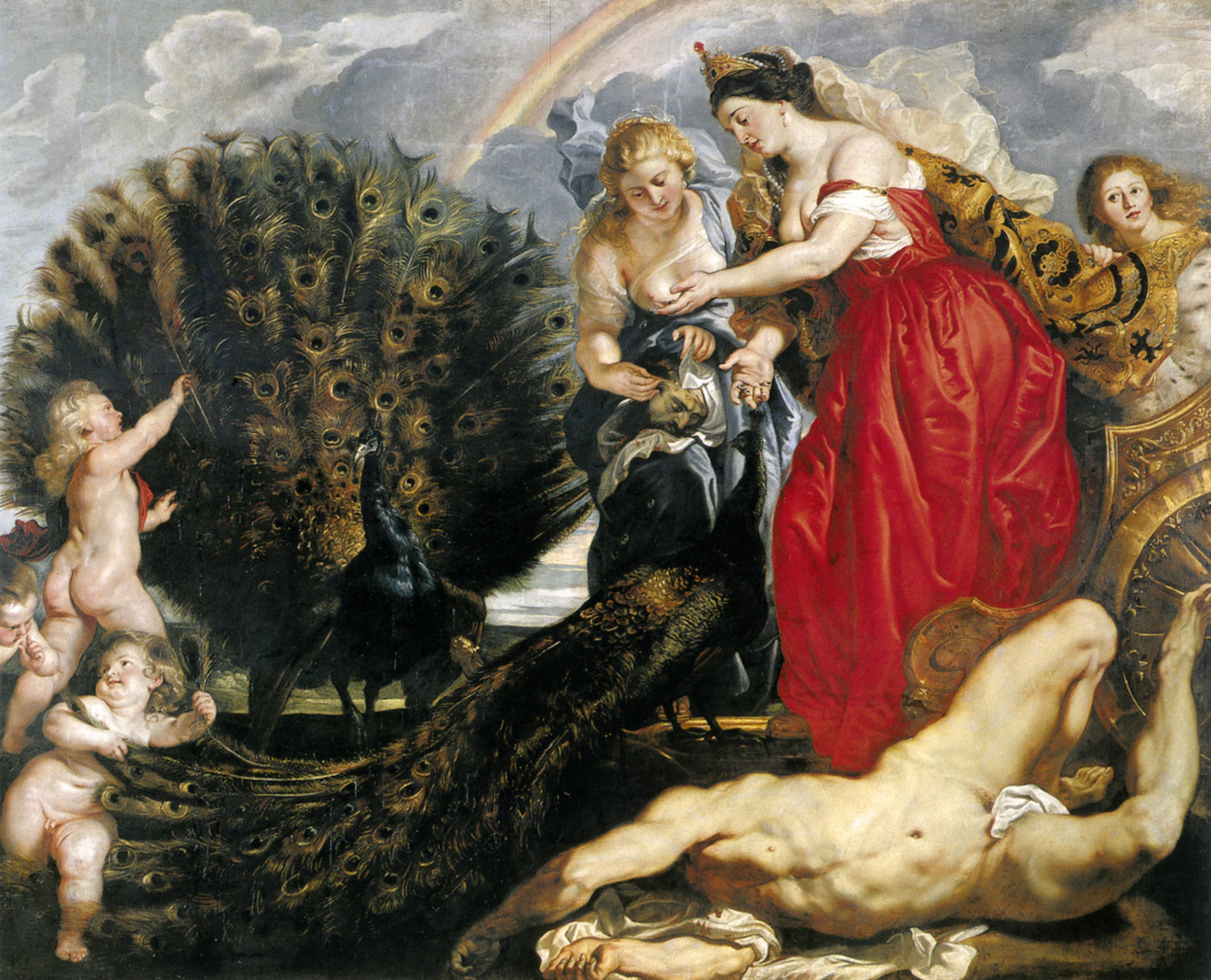
ピーテル・パウル・ルーベンス『ヘーラーとアルゴス』（1611年）ヴァルラフ・リヒャルツ美術館所蔵
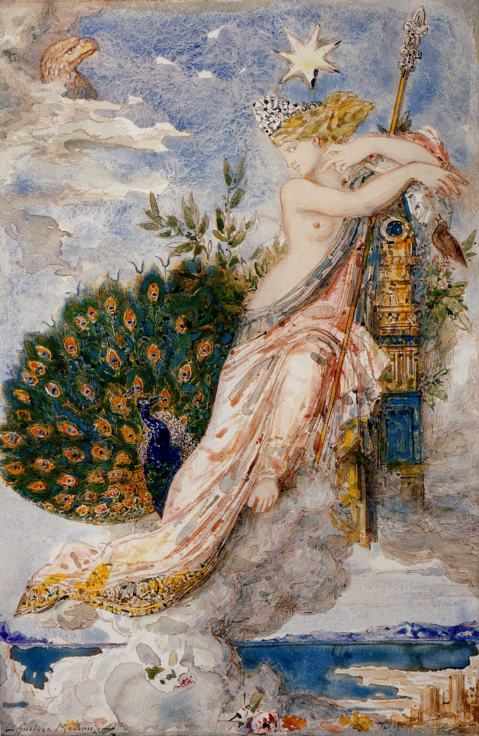
ギュスターヴ・モロー『ヘーラー』（1881年）ギュスターヴ・モロー美術館所蔵
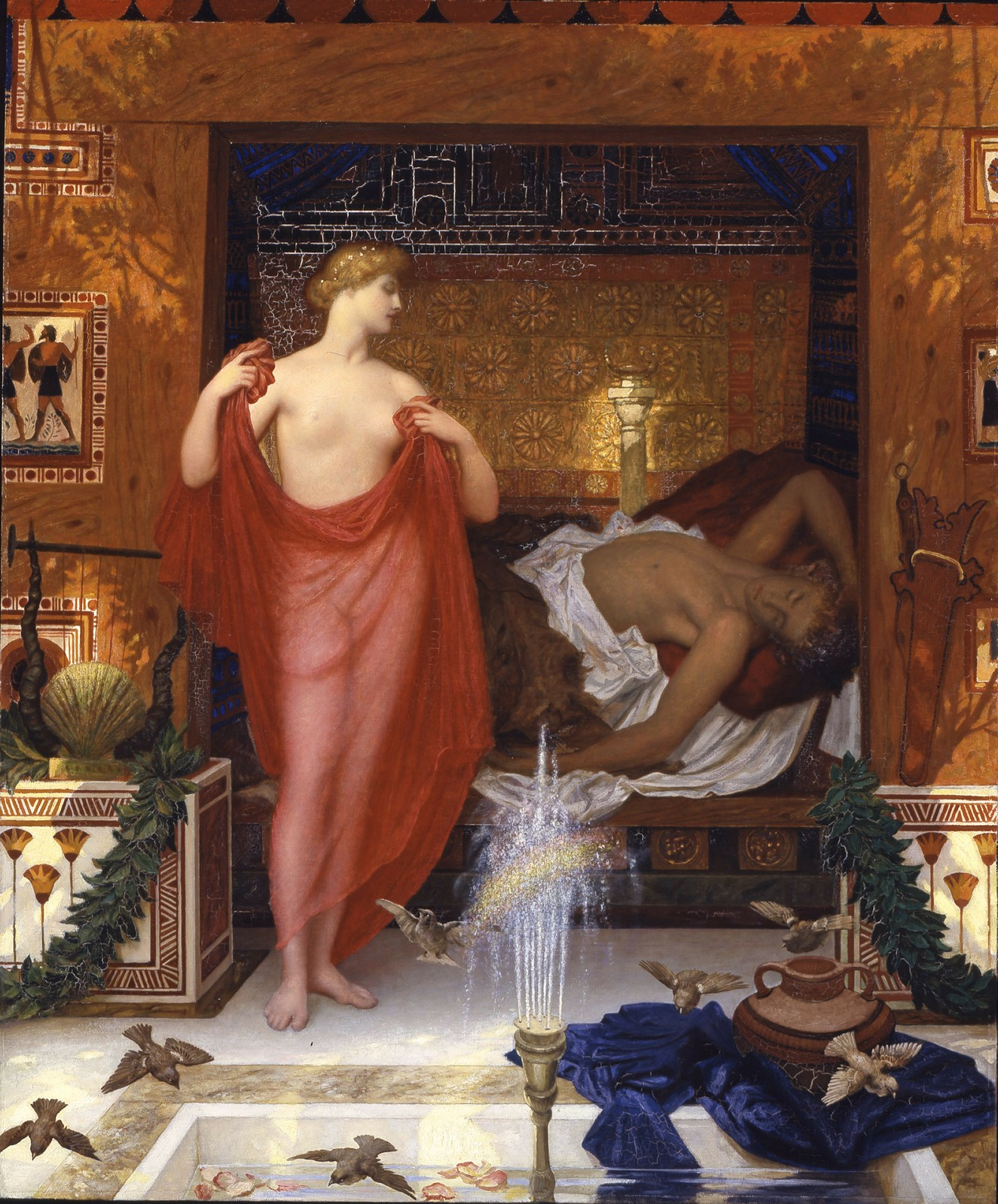
ウィリアム・ブレイク・リッチモンド『ヘーパイストスの部屋にあるヘーラー』（1902年）インディアナポリス美術館所蔵
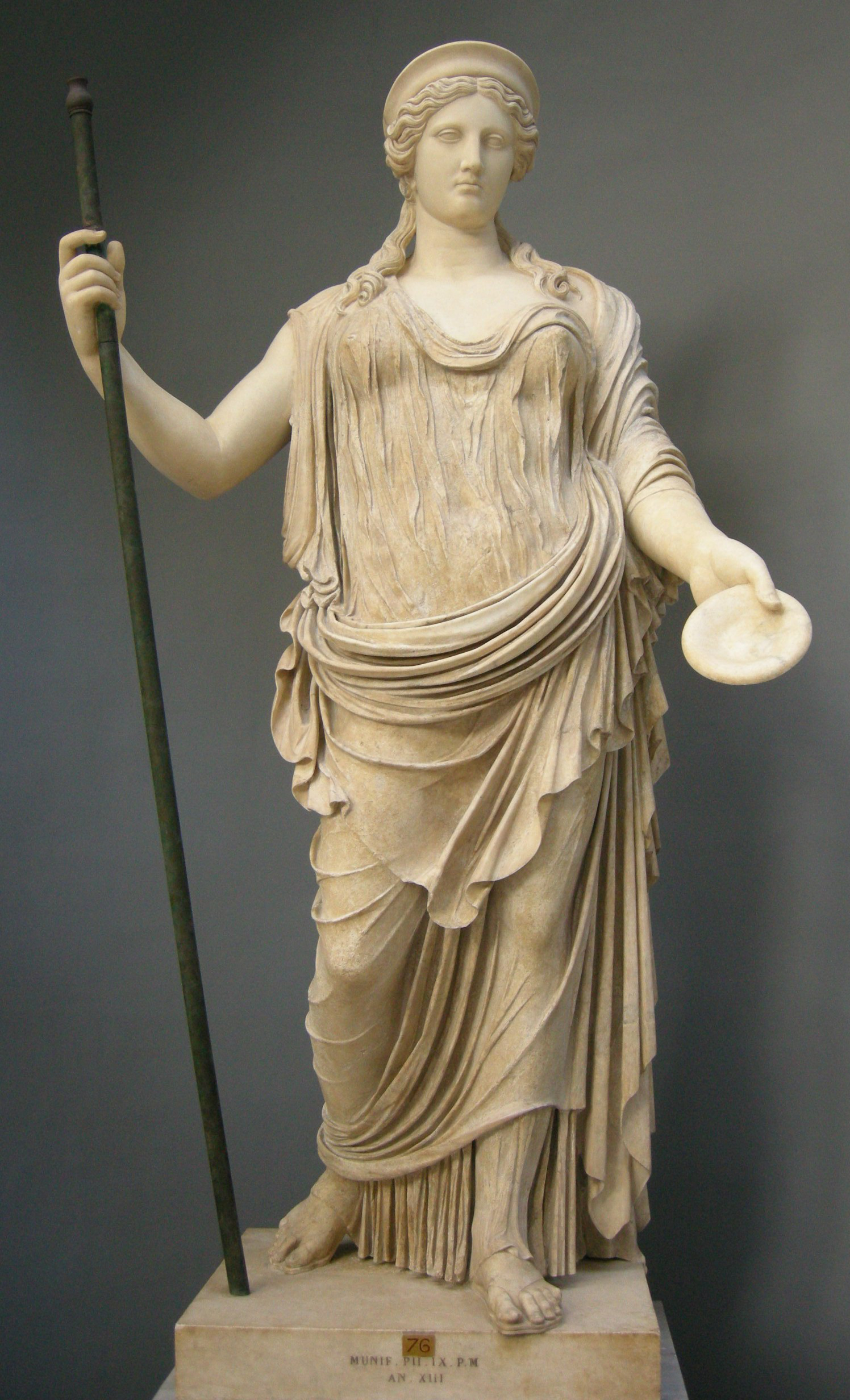
バルベリーニのヘラ（英語版）、バチカン美術館所蔵
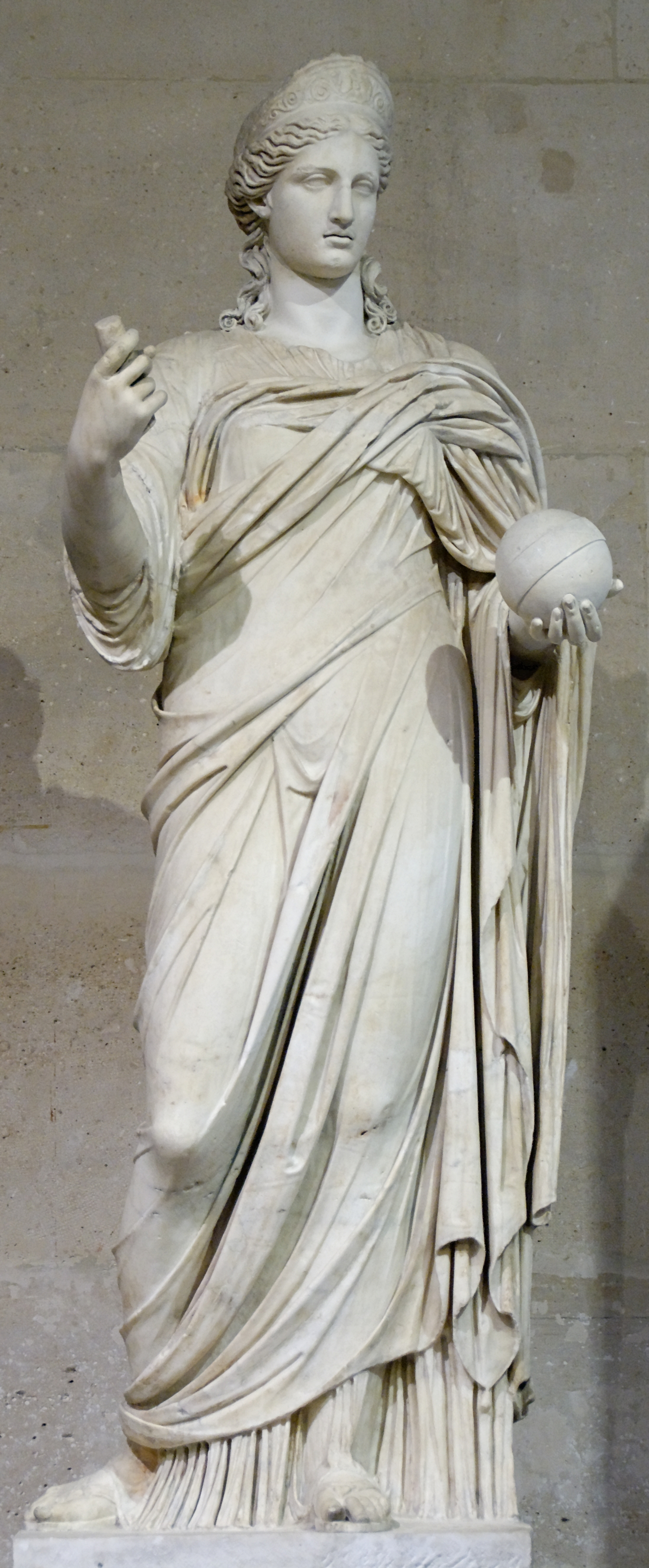
ヘーラー像（2世紀頃）ルーヴル美術館所蔵
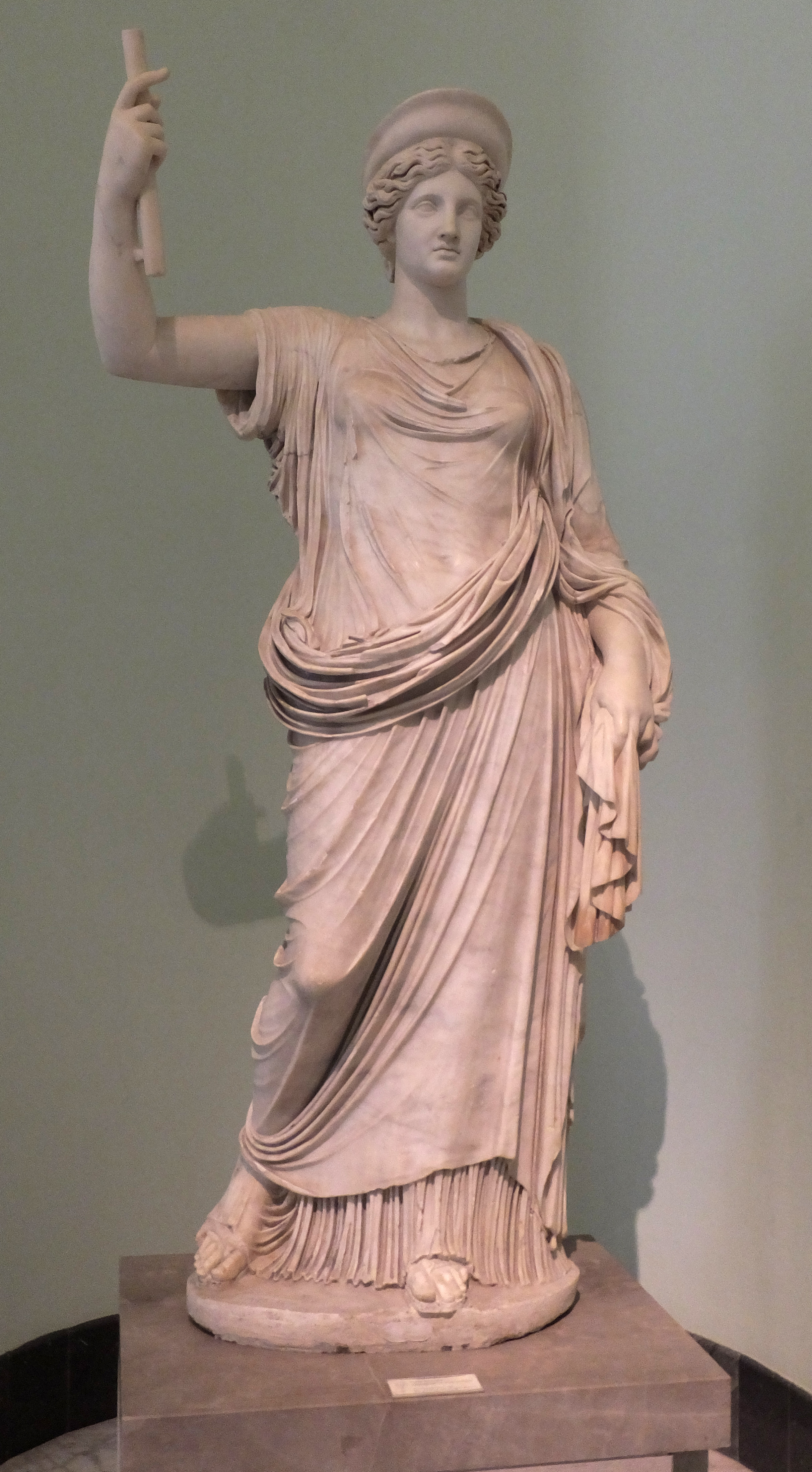
ヘーラー像（4世紀頃）ナポリ国立考古学博物館所蔵
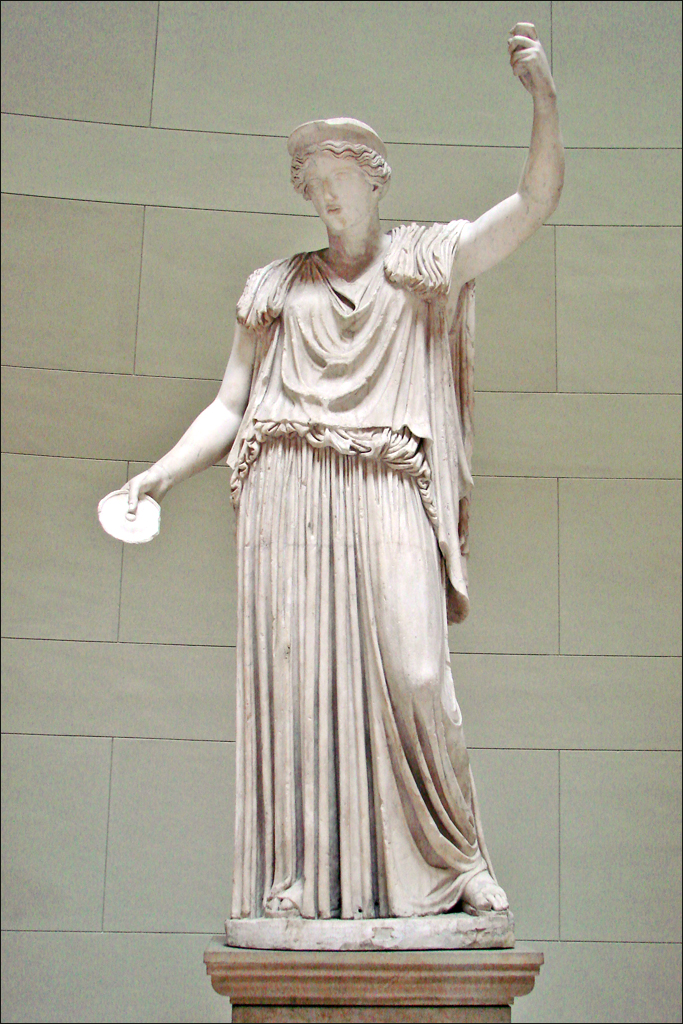
ヘーラー像、旧博物館所蔵
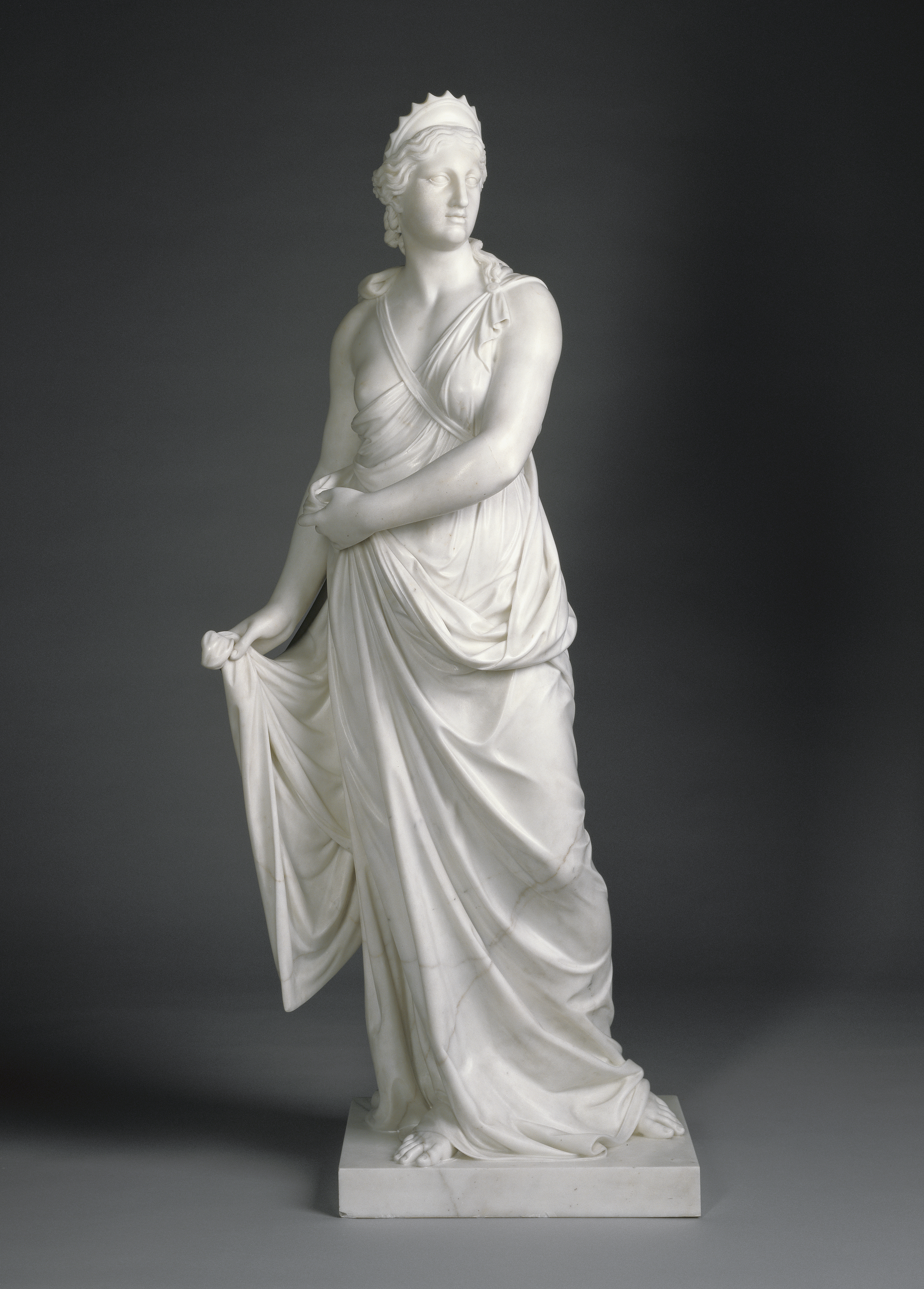
ジョセフ・ノルケンズ、 ヘーラー像（1776年）J・ポール・ゲティ美術館所蔵
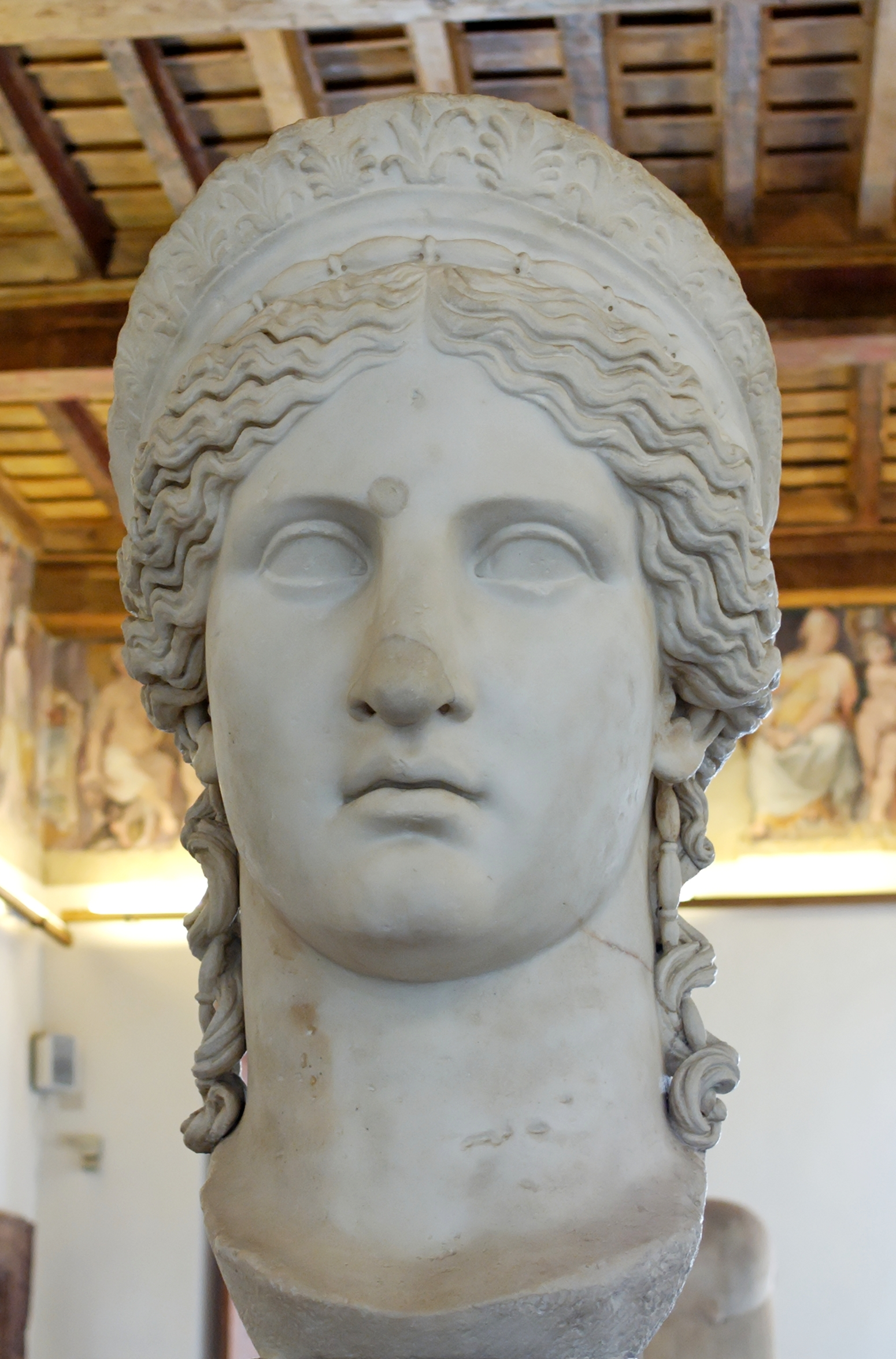
ヘラ・ルドヴィシ（英語版）（1世紀頃）ローマ国立博物館所蔵